# Jenni Gibbonsová
Jennifer Anne MacKinnon Sidey-Gibbonsová (* 3. srpna 1988 Calgary, Alberta, Kanada), vystupující jako Jenni Gibbonsová, je kanadská inženýrka a akademička. V červenci 2017 byla spolu s Joshuou Kutrykem vybrána Kanadskou kosmickou agenturou (CSA) jako astronautka. Stala se tak jedním ze dvou zástupců Kanady v 22. skupině astronautů NASA.

## Život

### Mládí a vzdělání
Jennifer Sidey se narodila 3. srpna 1988. Vyrůstala Calgary v Albertě v jihozápadní Kanadě.
Gibbonsová vystudovala strojní inženýrství na McGillově univerzitě v Montréalu, kde roku 2011 získala titul Bachelor of Engineering. Již při studiu navázala spolupráci s Kanadskou kosmickou agenturou. Konkrétně zkoumala, jak se chovají plameny ve stavu beztíže. Poté studovala doktorské studium na Univerzitě v Cambridgi, které v roce 2015 dokončila. Ve své závěrečné práci se zaměřila na procesy spalování. Od roku 2016 zde začala vyučovat jako assistant professor. Její výzkum se specializoval na spalovací motory, alternativní paliva a analýzu znečišťujících látek produkovaných motory.
V roce 2016 od britské organizace IET (Institution of Engineering and Technology) získala ocenění „Young Woman Engineer of the Year“. Royal Academy of Engineering ji ve stejném roce ocenila cenou „Young Engineer of the Year“. V roce 2020 obdržela zlatou medaili od kanadské Královské geografické společnosti (Royal Canadian Geographical Society).

### Astronautka

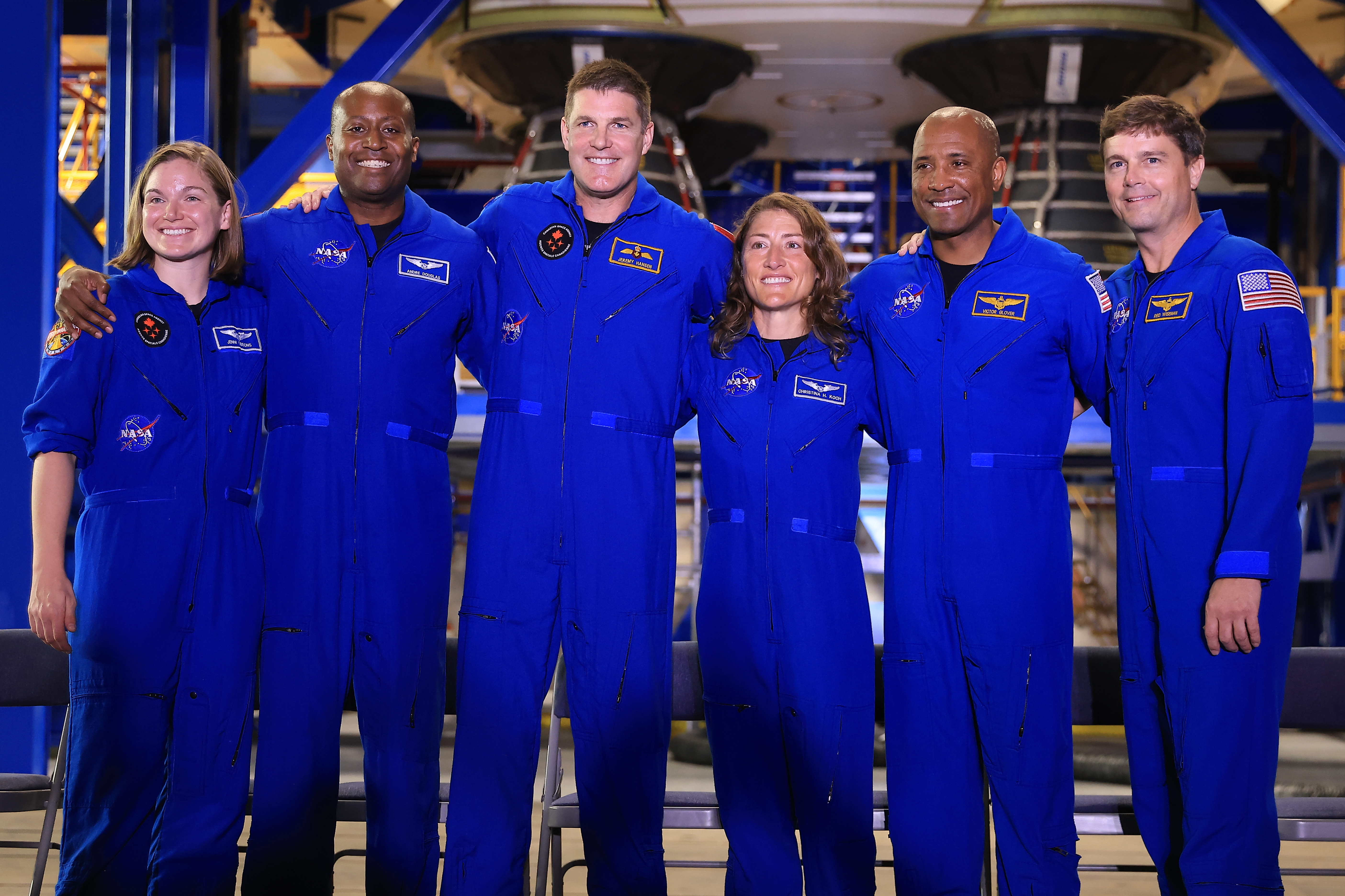
Jenni Gibbonsová (úplně vlevo) spolu s členy mise Artemis II, 16. prosince 2024

Sideyovou už od dětství fascinoval vesmír. Inspiroval ji příběh Roberty Bondarové, první kanadské astronautky, která se do vesmíru dostala v roce 1992. Měla dokonce možnost vyslechnout si projev Bondarové v Calgary po jejím návratu z mise, který na ní zanechal velký dojem. Matka její zájem podporovala.
V roce 2016 se Gibbonsová přihlásila do výběrového řízení na kanadské astronauty. Učinila tak na popud kolegů, přátel a členů rodiny, přestože si právě zvykala na svou novou pozici na univerzitě. V červenci 2017 Kanadská kosmická agentura oznámila, že z 3 772 uchazečů vybrala dva budoucí astronauty. Gibbonsová výběrem prošla spolu s pilotem Joshuou Kutrykem a stala se historicky třetí kanadskou astronautkou. Po svém výběru absolvovala dvouletý všeobecný kosmický výcvik v Johnsonově vesmírném středisku, který dokončila v lednu 2020. 10. ledna se konal veřejný ceremoniál, při kterém byla spolu s dalšími 12 členy 22. třídy astronautů oficiálně přijata mezi astronauty. Nyní je způsobilá pro lety do vesmíru včetně vyslání na ISS.
V listopadu 2023 bylo oznámeno, že se Gibbonsová stala součástí mise Artemis II, jejímž cílem je znovu dostat lidskou posádku na Měsíc, a to jako případná záloha za svého krajana Jeremyho Hansena.